# Mohsen Al-Duhaylib
Mohsen Al-Duhaylib (arab. ‏محسن الدحيلب‎, ur. 1 maja 1994) – saudyjski sztangista, olimpijczyk z Letnich Igrzysk Olimpijskich 2016.

## Kariera
Na Letnich Igrzyskach Olimpijskich w 2016 roku, zajął 16. miejsce. Trzykrotnie brał udział w mistrzostwach świata w podnoszeniu ciężarów w 2014, 2015 i 2017 roku.